# مقاومت یونان
مقاومت یونان (یونانی: Εθνική Αντίσταση) شامل گروه‌های مسلح و غیر مسلح از سراسر طیف سیاسی بود که در برابر اشغال محور یونان تصرف یونان توسط نیروهای محور مقاومت می‌کردند. بزرگ‌ترین گروه جبهه آزادیبخش ملی (یونان)-ارتش آزادیبخش خلق یونان تحت سلطه کمونیست‌ها بود. مقاومت یونانی به عنوان یکی از قوی‌ترین جنبش‌های مقاومت جنبش‌های مقاومت در جنگ جهانی دوم در اروپای تحت اشغال آلمان نازی در نظر گرفته می‌شود، با پارتیزان‌های معروف به andartes، کنترل کردن بسیاری از حومه شهرها قبل از خروج آلمان از یونان در اواخر سال ۱۹۴۴.